# Bernhard von Gélieu
Bernhard von Gélieu (tên gốc bằng tiếng Pháp: Bernard de Gélieu; 28 tháng 9 năm 1828 tại Neuchâtel – 20 tháng 4 năm 1907 tại Potsdam) là một tướng lĩnh quân đội Phổ, xuất thân từ bang Neuchâtel của Thụy Sĩ ngày nay. Trong sự nghiệp quân sự của mình, ông đã tham gia cuộc Chiến tranh Schleswig lần thứ nhất (1848 – 1851), chỉ huy một đại đội trong cuộc Chiến tranh Áo-Phổ (1866) và một trung đoàn trong cuộc Chiến tranh Pháp-Đức. (1870 – 1871). Ông là một sủng thần của Wilhelm I, vị Hoàng đế đầu tiên của nước Đức thống nhất.

## Tiểu sử
Bernard sinh vào tháng 9 năm 1828 ở Neuchâtel, là con trai của Mục sư Kháng Cách Pfarrers Bernard de Gélieu với người vợ của ông này là Emilie, nhũ danh Bondeli, đồng thời là cháu trai của Mục sư Jonas de Gélieu, một nhà nuôi ong nổi tiếng thời bấy giờ. Thời trẻ, ông học Trung học Chính quy ở Neuchâtel, rồi bắt đầu theo học ngành Thần học. Vào năm 1847, ông gia nhập một Tiểu đoàn Tình nguyện do phe bảo hoàng Neuchâtel thành lập để chống lại phong trào cộng hòa đang trỗi dậy tại công quốc này. Từ đây, ông mong muốn theo đuổi một sự nghiệp sĩ quan. Ban đầu, ông muốn kiếm một chức vụ sĩ quan trong quân đội Pháp. Tuy nhiên, theo yêu cầu của một người bạn của gia đình ông, ông đã thỉnh cầu được cấp một văn bằng sĩ quan trong Tiểu đoàn Súng trường Cận vệ tại kinh đô Berlin của Phổ vào tháng 1 năm 1848. Sau khi vua Friedrich Wilhelm III của Phổ phục ngôi Vương công Neuchâtel vào năm 1814, Hội đồng Quốc gia (Conseil d’Etat) của công quốc này đã yêu cầu thành lập một tiểu đoàn để bảo vệ Đức vua, và, theo Chỉ dụ Tối cao (allerhöchste Cabinets-Ordre) vào ngày 19 tháng 5 năm 1814 ở Paris, Friedrich Wilhelm III đã thành lập Tiểu đoàn Súng trường Cận vệ dành cho quân tình nguyện đến từ Công quốc Neuchâtel và Hội đồng Quốc gia Neuchâtel có quyền bầu chọn các cấp sĩ quan cho Tiểu đoàn, ngoại trừ viên Tiểu đoàn trưởng là do Vua Phổ kiêm Vương công Neuchâtel bổ nhiệm. Vào ngày 17 tháng 1 năm 1848, Gélieu được Hội đồng Quốc gia Neuchâtel đề cử vào một chức sĩ quan của Tiểu đoàn Súng trường Cận vệ. Không lâu sau khi cuộc cách mạng ngày 1 tháng 3 năm 1848 thắng lợi và chế độ quân chủ bị lật đổ ở Neuchâtel, ông rời xứ sở rồi đến Berlin, nơi vào ngày 9 tháng 4 năm 1848, ông được phong cấp hàm Thiếu úy dưa thừa (außerplanmäßiger Secondeleutnant, cũng có thể gọi là Thiếu úy ngoài ngân sách) trong Tiểu đoàn Súng trường Cận vệ. Như vậy, ông trở thành vị sĩ quan người bản xứ Neuchâtel cuối cùng của Tiểu đoàn này.

## Sự nghiệp quân sự
Không lâu sau khi ông gia nhập Tiểu đoàn, Gélieu đã tham gia cuộc chiến tranh đầu tiên ở Schleswig-Holstein chống Đan Mạch (1848 – 1851). Vào tháng 8 năm 1848, ông được phong chức Thiếu úy theo hệ thống (planmäßigen Secondeleutnant). Trong thời điểm cuối tháng 9 năm 1848, ông tham gia bắt giữ các nhân vật có xu hướng dân chủ tại rừng Spreewald. Tháng 8 năm 1855, Gélieu được lên quân hàm Trung úy.

### Cuộc binh biến tại Neuchâtel
Mặc dù nền cộng hòa Neuchâtel mới được thành lập sau thắng lợi của cuộc cách mạng năm 1848 đã xóa bỏ mối liên hệ với Phổ, các cường quốc về cơ bản vẫn công nhận Vua Phổ Friedrich Wilhelm IV làm Vương công xứ Neuchâtel. Coi đây là cơ hội, các lực lượng bảo hoàng trung thành với vương công đã phát động nổi dậy vào ngày 23 tháng 9 năm 1856, dẫn đến cuộc khủng hoảng Neuchâtel.xứ này nhận thấy một cơ hội để xóa bỏ hiến pháp cộng hòa và khôi phục ngôi Vương công Neuchatel cho Vua Phổ Friedrich Wilhelm IV. Trong quân phục quân đội Phổ, Gélieu đã tham gia cuộc nổi dậy này với vai trò là sĩ quan phụ tá của Bá tước Pourtalès-Steiger, thủ lĩnh phe bảo hoàng. Cuộc nổi dậy sớm bị quân đội liên bang Thụy Sĩ đàn áp và những người bảo hoàng bị bắt làm con tin. Trước tình hình đó, Gélieu mang tờ lệnh bắt mình chạy về Berlin theo đường Bern và tìm kiếm sự hỗ trợ cho những người nổi dậy đang bị giam giữ. Theo lời kể của ông với người chị/em gái đang sinh sống tại Hamburg, các triều thần ở Berlin chỉ đón nhận ông một cách miễn cưỡng, đặc biệt là do sự tham gia cuộc nổi dậy trong quân phục Phổ của ông được nhìn nhận là một bằng chứng cho sự can thiệp trực tiếp của Phổ. Ông chỉ chiếm được sự thiện cảm của Vương tử Phổ thời bấy giờ, tức Hoàng đế Wilhelm I về sau này, người đã khuyên ông không nên từ bỏ quân đội Phổ. Mối quan hệ cá nhân giữa Gélieu và Wilhelm I đã thúc đẩy cho binh nghiệp của ông tiến triển, sau khi Wilhelm trở thành Nhiếp chính vương vào năm 1858 và lên kế thừa ngai vàng Phổ vào năm 1861 sau sự băng hà của vua anh Friedrich Wilhelm IV. Không những thế, trưởng nam của Wilhelm I là Thái tử Friedrich Wilhelm cũng tiếp lửa cho sự nghiệp của ông.

### Trận chiến Königgrätz-Sadowa

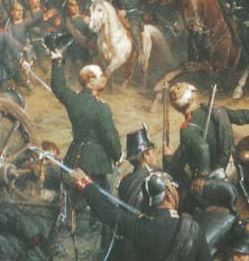
Đại úy Bernard von Gélieu, chi tiết từ họa phẩm Khởi đầu cuộc truy kích Königgrätz (Beginn der Verfolgung bei Königgrätz) của Christian Sell

Vào năm 1860, Bernhard von Gélieu được phong cấp hàm Đại úy. Với cấp bậc này, ông đã tham gia cuộc Chiến tranh Bảy tuần với Áo năm 1866 và chiến đấu trong trận đánh quyết định ở Königgrätz-Sadowa vào ngày 3 tháng 7, tại đây ông chỉ huy một đại đội thuộc Tiểu đoàn Súng trường Cận vệ đánh chiếm một trận địa pháo của quân Áo tại Lipa. Sau trận đánh, khi vua Wilhelm I dong ngựa ngang qua các vị trí chiếm được từ tay đối phương, Gélieu đã tung hô bằng tiến Pháp "Vive le Roi!" (Đức Vua vạn tuế!), và Quốc vương đáp trả "Merci, mon brave Neuchâtelois!" (cảm ơn, người Neuchâtel dũng cảm của Ta!"). Cảnh đối thoại này được mô tả trong một số tranh vẽ của Christian Sell. Trong cuộc chiến tranh năm 1866, ông cũng bắt liên lạc với các sĩ quan quân đội Thụy Sĩ. Kể từ sau trận đánh cho đến khi Wilhelm I băng hà vào năm 1888, hằng năm, cứ vào Ngày Königgrätz là Gélieu lại hô "Đức Vua vạn tuế!" bằng tiếng Pháp, để rồi Quốc vương Phổ và sau này là Hoàng đế Đức sẽ cảm ơn ông.

### Trung đoàn Bộ binh Thüringen
Vào tháng 10 năm 1867, Gélieu được thăng hàm Thiếu tá và gia nhập Trung đoàn Bộ binh số 94 (số 5 Thüringen) tại thành phố Weimar. Cùng với đơn vị này, ông đã tham gia chiến đấu trong cuộc Chiến tranh Pháp-Đức (1870 – 1871). Được lên cấp hàm Thượng tá, thoạt tiên ông được giao chỉ huy các thành lũy Sedan và Chartres, sau đó vào tháng 2 năm 1871 ông được bổ nhiệm làm trấn thủ pháo đài Rosny trong bối cảnh giao tranh ác liệt giữa quân đội Pháp với Công xã Paris. Hai năm sau (1873), Gélieu lãnh chức Chỉ huy trưởng Trung đoàn Bộ binh Thüringen số 4. Nhân dịp kỷ niệm chiến thắng Königgrätz, Gélieu được thăng hàm Đại tá vào năm 1875 và không lâu sau đó ông được ủy nhiệm làm trấn thủ pháo đài Neubreisach. Vào năm 1877, ông viết "Militärische Plaudereien eines alten Offiziers für seine jungen Schweizer Landsleute" (tạm dịch là Cuộc hàn thuyên quân sự của người sĩ quan già với những người đồng hương Thụy Sĩ trẻ của mình) cho một nhà xuất bản Neuchâtel và điều này đồng thời thể hiện tinh thần hòa giải của ông với cố quốc Thụy Sĩ.

### Trấn thủ pháo đài Koblenz
Vào ngày 11 tháng 12 năm 1880, Đức hoàng Wilhelm I phong Gélieu làm Trấn thủ các pháo đài Koblenz và Ehrenbreitstein. Hằng năm, Đức hoàng thường đến ngự tại Bad Ems vào mùa xuân và mùa hạ và trong thời gian này Koblenz cũng trở thành nơi cư ngụ thứ ba của Hoàng hậu Augusta sau Berlin và Potsdam. Điều này đã khiến cho chức Trấn thủ Koblenz trở nên liên hệ mật thiết với Hoàng gia. Trong thời kỳ trấn nhậm của ông ở Koblenz, con gái ông, Sophie, là một tỳ nữ của Hoàng hậu tại đây. Vào tháng 4 năm 1881, Gélieu được lên cấp hàm Thiếu tướng, sau đó ông được thăng hàm Trung tướng vào tháng 4 năm 1886.

### Về hưu
Vào năm 1890, tướng Gélieu xin xuất ngũ. Lời thỉnh cầu của ông được chấp thuận vào ngày 14 tháng 5 năm 1890, khi ông đồng thời được phong cấp bậc Danh dự (Charakter) Thượng tướng Bộ binh. Ngoài ra, Gélieu cũng được phong danh hiệu à la suite của Tiểu đoàn Súng trường Cận vệ và được phép vận quân phục của tiểu đoàn này.

### Những năm cuối đời
Trong những năm cuối đời của ông, Gélieu thoạt đầu sinh sống tại quận Tiergarten ở Berlin và sau đó ông chuyển đến Potsdam. Trong khoảng thời gian này, ông cũng bắt liên lạc với các thành viên gia đình mình tại Pháp, đồng thời khôi phục mối quan hệ của mình với quê nhà Neuchâtel. Một bức chân dung sơn dầu của Gélieu hiện vẫn được trưng bày tại phòng sĩ quan ở lâu đài Colombier ở Neuchâtel. Vào ngày 20 tháng 4 năm 1907, ông từ trần sau một cơn đột quỵ tại Potsdam và được chôn cất ở Nghĩa trang Mới (Neuen Friedhof) của thành phố này.

## Gia đình
Vào ngày 11 tháng 10 năm 1860, Gélieu thành hôn với Hedwig, nhũ danh von Wittken, xuất thân trong một gia đình quý tộc và sĩ quan cổ vùng Pommern. Trong những năm sau đó, cặp đôi đã sản sinh ra những người con Sophie (kết hôn với von Seebeck), Bernhard (vị Tiểu đoàn trưởng thời bình cuối cùng của Tiểu đoàn Súng trường Cận vệ), Heinrich (nhân viên công ty tàu thủy Norddeutscher Lloyd) và Hedwig (kết hôn với von Götz und Schwanenfließ).

## Phong tặng
- Huân chương Đại bàng Đỏ hạng I đính kèm Bó sồi [4]
- Huân chương Vương miện hạng I đính kèm Thanh gươm trên Chiếc nhẫn [4]
- Ngôi sao Chỉ huy (Komtur) Huân chương Hoàng gia Hohenzollern đính kèm Thanh gươm trên Chiếc nhẫn [4]
- Huân chương Thập tự Sắt (1870) hạng II [4]
- Giải thưởng phục vụ (Dienstauszeichnungskreuz, cũng dịch là Thập tự Phục vụ) của Phổ [4]
- Chỉ huy hạng II Huân chương Zähringer Löwen[4]
- Huân chương Chiến công hạng I của Bayern [4]
- Huân chương Thập tự Chiến công hạng II của Mecklenburg [4]
- Tư lệnh (Kommandeur) Huân chương Gia tộc Chim ưng Trắng kèm theo Thanh gươm [4]
- Sĩ quan Huân chương Leopold của Bỉ [4]

## Các xuất bản
- Causeries Militaires d'un vieil officier à ses jeunes compatriotes suisses. Librairie J. Sandoz, Neuchâtel 1877
- Die vereinfachte Medizin, oder Complexe Homöopathie. Übersetzung des Buches von A. Clerc, Basel, 1892